# Inga unica
Inga unica là một loài rau đậu thuộc họ Fabaceae. Loài này chỉ có ở Brasil.